# Alpi dello Stubai
Le Alpi dello Stubai (Stubaier Alpen in tedesco - dette anche Alpi dello Stubai e Breonie Occidentali) sono una sottosezione delle Alpi Retiche orientali, poste a cavallo del confine tra l'Italia (provincia autonoma di Bolzano) e l'Austria (Tirolo), a sud-ovest di Innsbruck tra l'Alta Valle Isarco (italiana) e l'Ötztal (austriaca) e prendendo il nome dalla Stubaital, valle che, partendo da Innsbruck, si incunea nel gruppo montuoso. 

## Classificazione

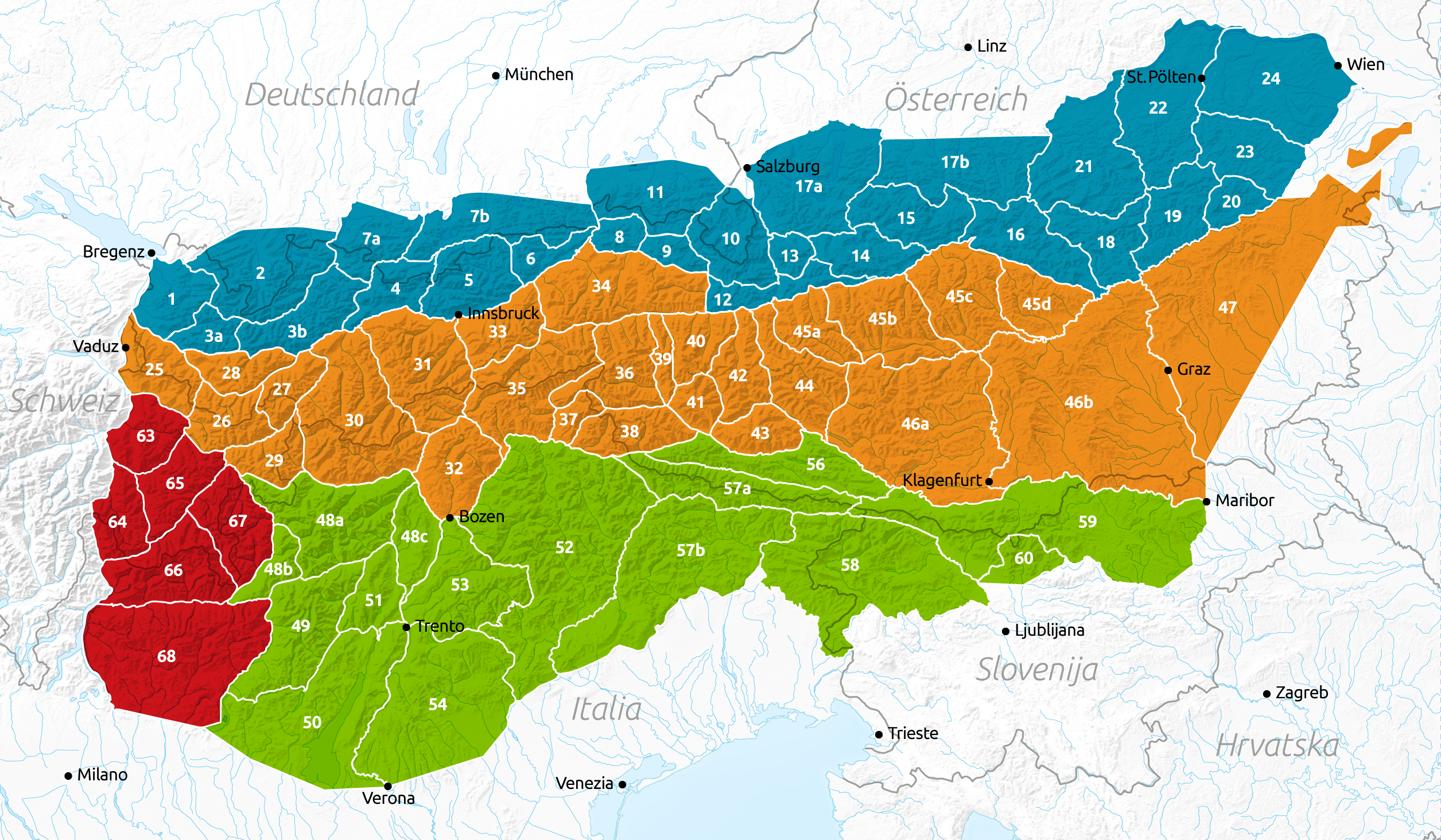
Le Alpi dello Stubai secondo l'AVE sono individuate dal numero 31.

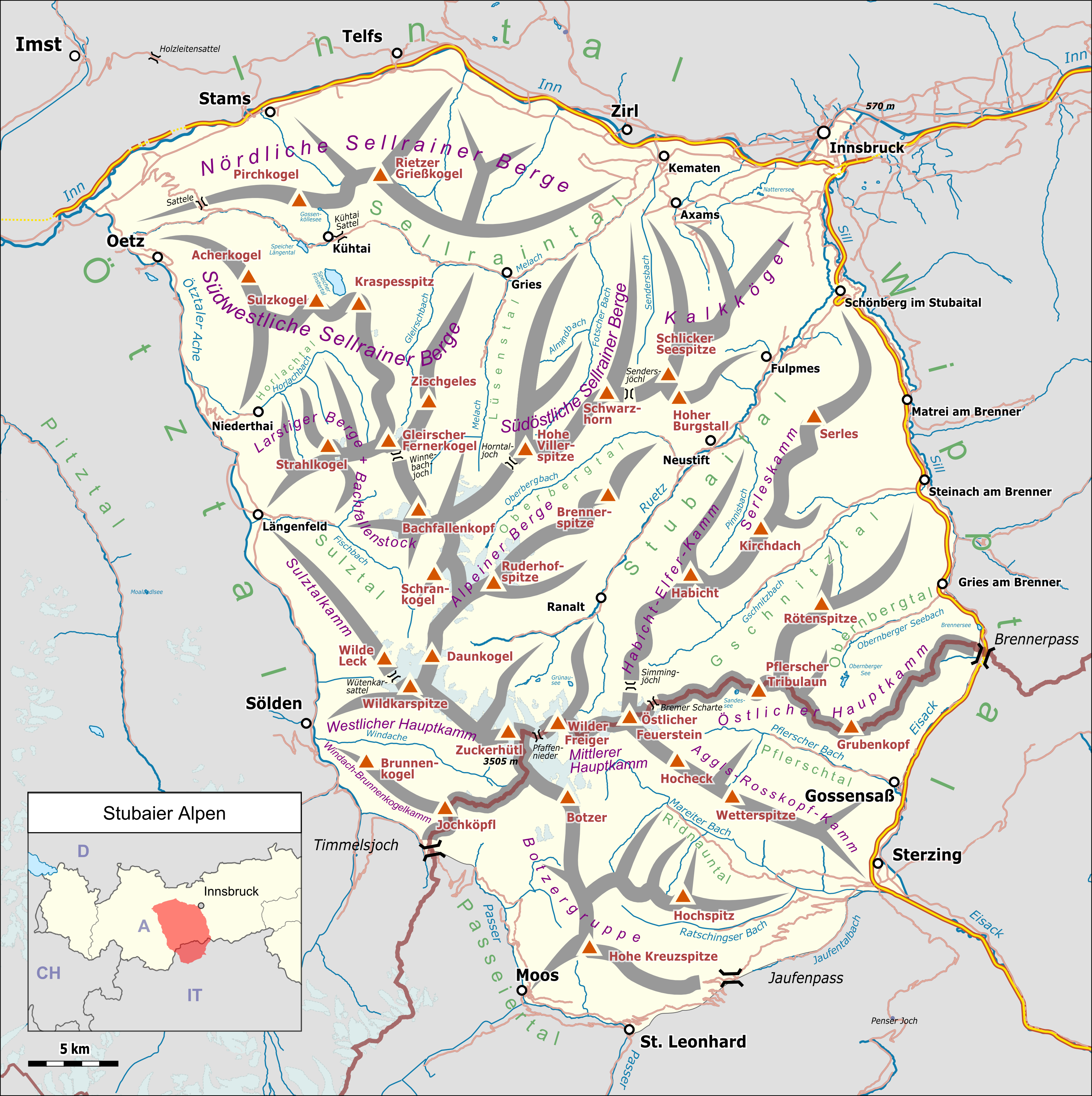
Cartina dettagliata del gruppo montuoso.

Secondo la SOIUSA le Alpi dello Stubai sono una sottosezione alpina con la seguente classificazione:
- Grande parte = Alpi Orientali
- Grande settore = Alpi Centro-orientali
- Sezione = Alpi Retiche orientali
- Sottosezione = Alpi dello Stubai
- Codice = II/A-16.II

Secondo l'AVE costituiscono il gruppo n. 31 di 75 nelle Alpi Orientali.

## Delimitazioni
Confinano a:

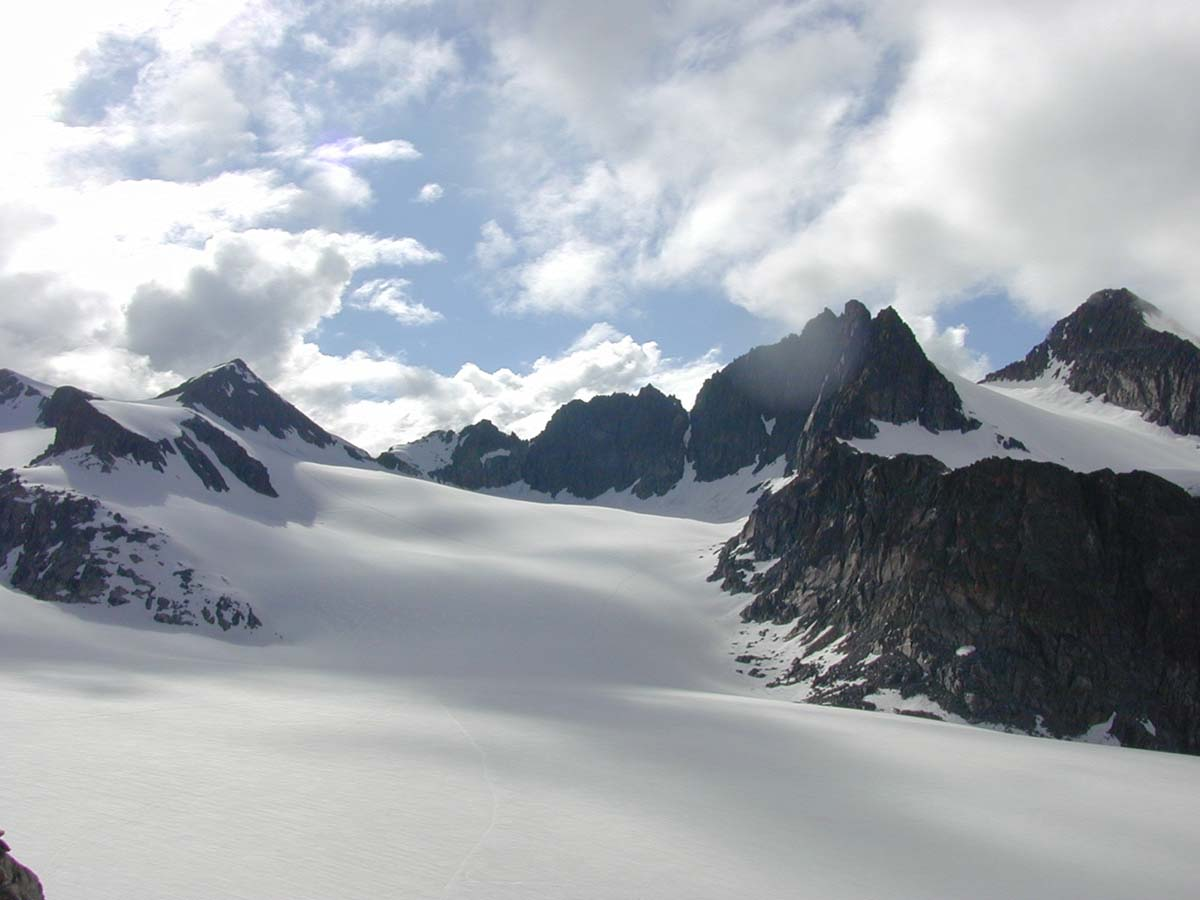
Panorama sulle montagne dello Stubai.

Schrankogel

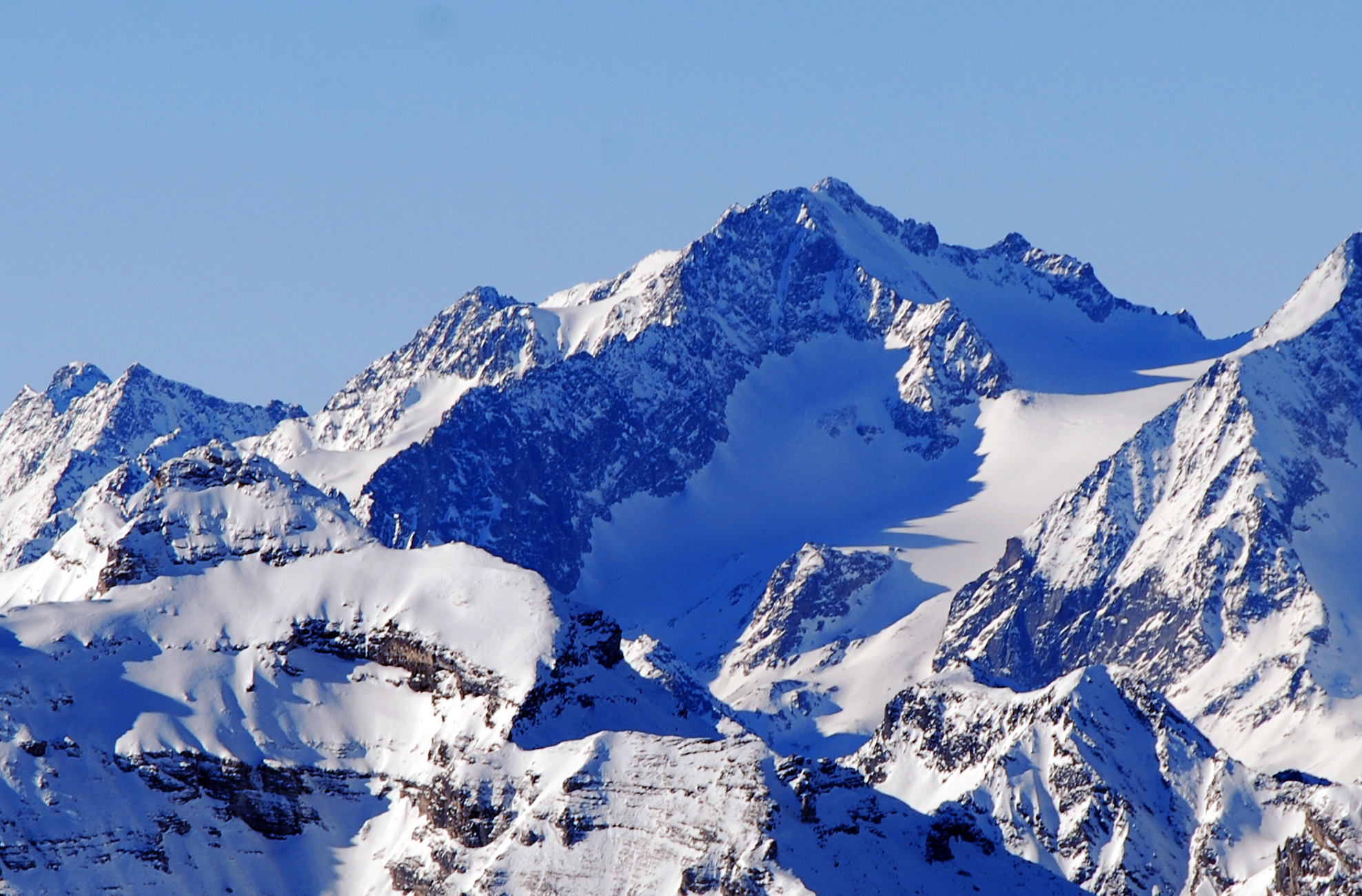
Ruderhofspitze

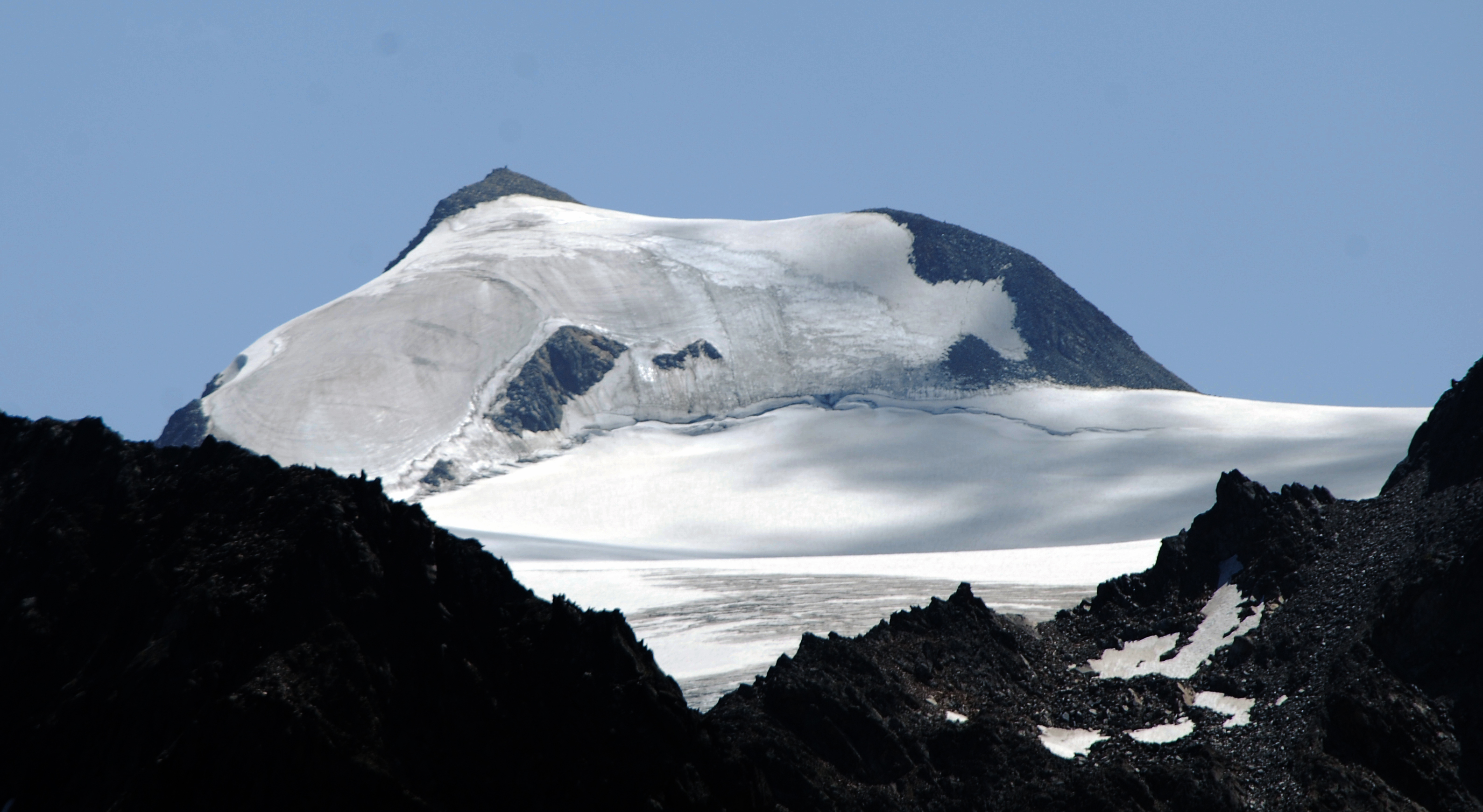
Cima del Prete

Cima Libera

Habicht

- a nord con i Monti di Mieming e del Wetterstein e i Monti del Karwendel (nelle Alpi Calcaree Nordtirolesi) e separate dal corso del fiume Inn,
- ad est con le Prealpi del Tux (nelle Alpi Scistose Tirolesi) e con le Alpi della Zillertal (nelle Alpi dei Tauri occidentali) e separate dalla Wipptal dal passo del Brennero e dall'Alta Valle Isarco,
- a sud-est con le Alpi Sarentine (nella medesima sezione alpina) e separate dal Passo di Monte Giovo,
- a sud-ovest e ad ovest con le Alpi Venoste (nella medesima sezione alpina) e separate dalla Val Passiria dal Passo del Rombo e dalla Ötztal.

Ruotando in senso orario i limiti geografici sono: Passo del Rombo, Ötztal, fiume Inn, Innsbruck, Wipptal, Passo del Brennero, Alta Valle Isarco, Val del Giovo, Passo di Monte Giovo, Val Passiria, Passo del Rombo.

## Suddivisione
Le Alpi dello Stubai sono suddivise in due supergruppi, quattro gruppi e dieci sottogruppi:
- Alpi Breonie Occidentali (A)[3]
  - Gruppo di Ridanna (A.1)
    - Gruppo del Pan di Zucchero i.s.a. (A.1.a)
      - Nodo della Croda Nera di Malavalle (A.1.a/a)
      - Gruppo del Pan di Zucchero p.d. (A.1.a/b)

    - Nodo della Cima del Lago Nero (A.1.b)
    - Catena Cima Libera-Accla (A.1.c)
      - Catena di Cima Libera (A.1.c/a)
      - Nodo del Monarso (A.1.c/b)
      - Costiera dell'Accla (A.1.c/c)
      - Catena del Monte della Neve (A.1.c/d)

  - Gruppo Tribulaun-Habicht (A.2)
    - Catena Habicht-Serles (A.2.a)
      - Catena Habicht-Elfer (A.2.a/a)
      - Nodo del Sarles (A.2.a/b)

    - Gruppo del Tribulaun (A.2.b)
      - Costiera del Tribulaun (A.2.b/a)
      - Catena del Monte San Lorenzo (A.2.b/b)
- Alpi dello Stubai del Nord (B)[4]
  - Gruppo dello Schrankogel (B.3)
    - Gruppo Schrankogel-Ruderhofspitze (B.3.a)
    - Gruppo Bachfallen-Larstig (B.3.b)
      - Gruppo Hoher Seeblaskogel-Gaisslehnkogel (B.3.b/a)
      - Gruppo Breiter Grieskogel-Larstigfernerkopf (B.3.b/b)

    - Monti Sellrainer(B.3.c)
      - Gruppo Gleirscher Fernerkogel-Grubenwand (B.3.c/a)
      - Gruppo dello Villerspitze (B.3.c/b)

    - Kalkkögel (B.3.d)
    - Gruppo Zwieserbacher Rosskogel-Acherkogel (B.3.e)

  - Gruppo del Sellrainer (B.4)

## Vette
Le vette principali delle Alpi dello Stubai sono:

## Rifugi

Rifugio Tribulaun

Per facilitare l'escursionismo e l'ascensione alle vette vi sono diversi rifugi:
- Rifugio Gino Biasi (o Becherhaus) - 3.191 m
- Rifugio Cima Libera - 3.145 m
- Hildesheimer Hütte - 2.899 m
- Bremer Hütte - 2.413 m
- Innsbrucker Hütte - 2.369 m
- Rifugio Tribulaun - 2.369 m
- Dresdner Hütte - 2.308 m
- Nürnberger Hütte - 2.297 m
- Starkenburger Hütte - 2.237 m
- Sulzenauhütte - 2.191 m
- Franz-Senn-Hütte - 2.147 m
- Elfer Hütte - 2.080 m
- Potsdamer Hütte - 2.020 m.

## Stazioni di sport invernali
Le principali località di sport invernali sono:

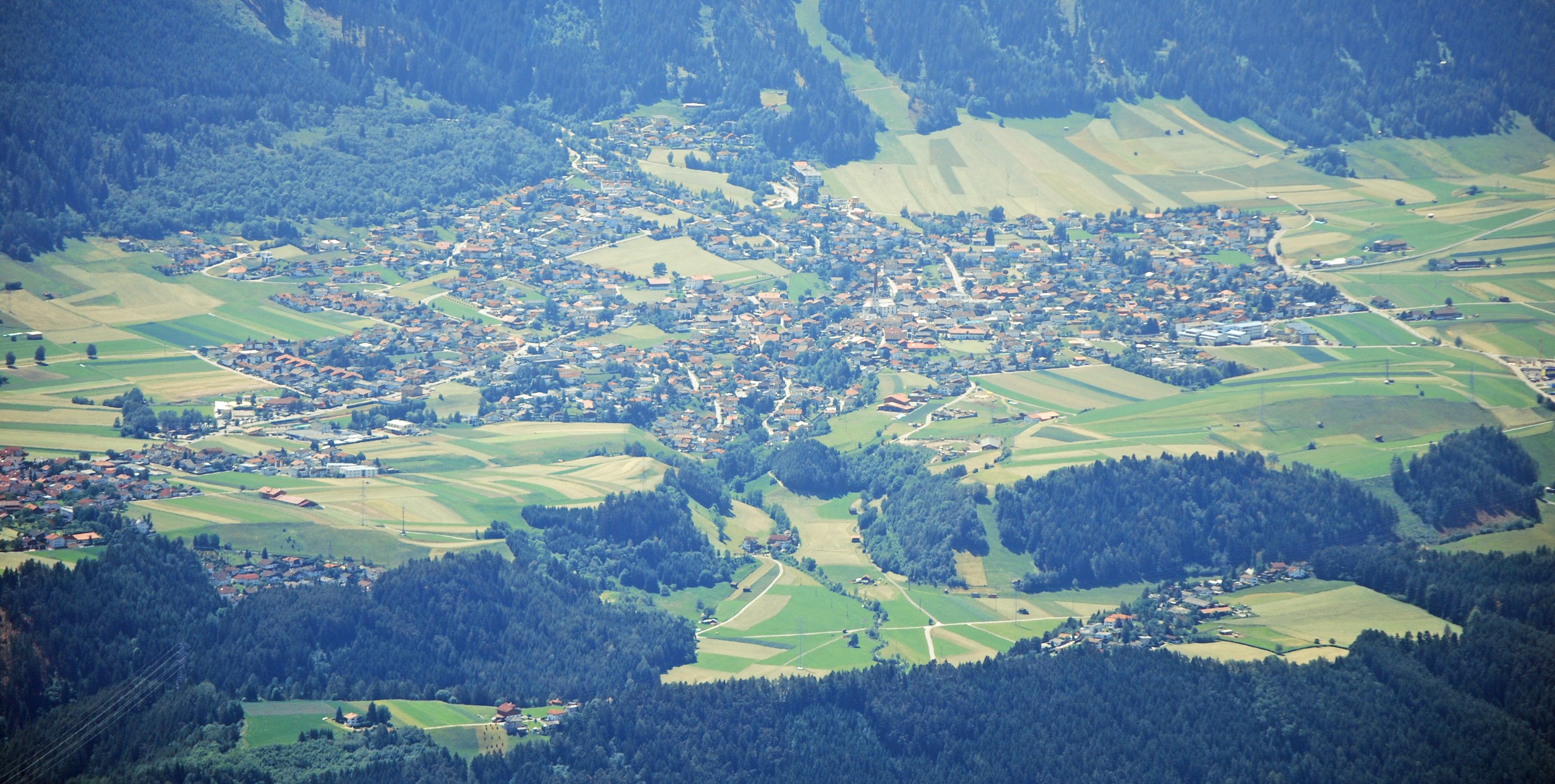
Axams

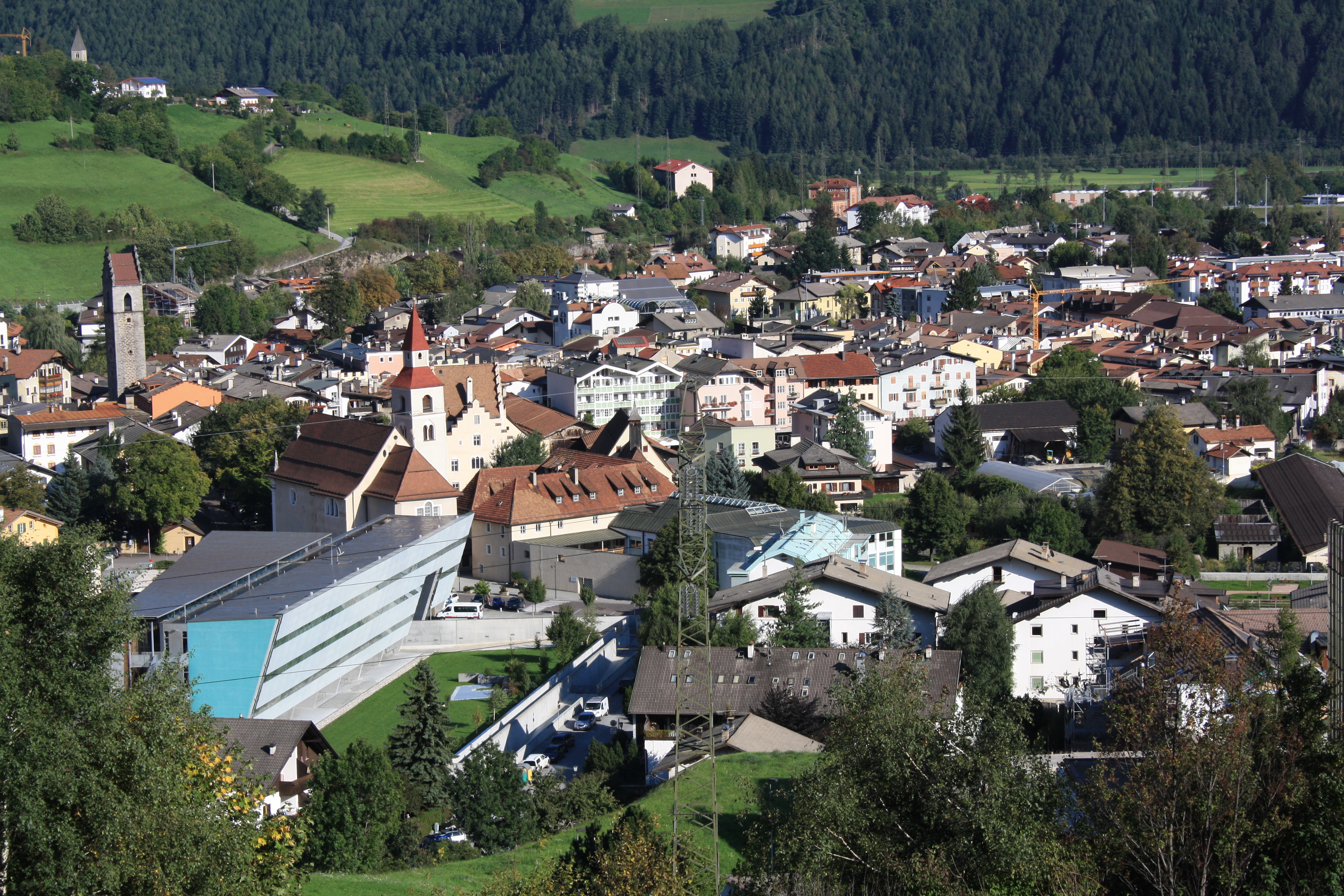
Vipiteno

- Axams
- Brennero
- Fulpmes
- Gries am Brenner
- Mieders
- Mutters
- Neustift im Stubaital
- Oberperfuss
- Oetz
- Racines
- Silz
- Steinach am Brenner
- Vipiteno